# سوفیا ۲۵۱
سیارک ۲۵۱ (به انگلیسی: 251 Sophia) دویست و پنجاه و یکمین سیارک کشف شده‌است که در ۴ اکتبر ۱۸۸۵ و در وین کشف شد.
قدر مطلق سیارک برابر ۱۰٫۰۰ است.